# San Pietro di Cadore
San Pietro di Cadore là một đô thị ở tỉnh Belluno trong vùng Veneto, có vị trí cách khoảng 130 km về phía bắc của Venice và khoảng 60 km về phía đông bắc của Belluno, on the border with Austria. Tại thời điểm ngày 31 tháng 12 năm 2004, đô thị này có dân số 1.799 và diện tích 52,4 km².
San Pietro di Cadore giáp các đô thị: Obertilliach (Austria), San Nicolò di Comelico, Santo Stefano di Cadore, Untertilliach (Austria).